# Île Gravina
L'île Gravina est une île des îles Gravina dans l'archipel Alexandre dans le sud-est de l'Alaska.

## Description
Elle s'étend sur 34 km de longueur pour une largeur de 15,3 km. Elle est desservie par un aéroport (Ketchikan International Airport (en)) ainsi que par un service de ferry. 
On peut y trouve une sous-espèce de taricha granulosa.

## Histoire
Elle a été nommée par l'explorateur Jacinto Caamaño en 1792 en hommage à l'amiral espagnol Federico Carlos Gravina y Nápoli. 
En août 2005 un projet de loi routier, exemple de dépenses en baril de porc, prévoyait 223 millions de dollars pour construire un pont entre l'île Gravina et Ketchikan. Les dispositions ont été négociées par le représentant de l'Alaska Don Young mais le pont n'a toujours pas vu le jour,.  Le projet est finalement annulé en 2015.

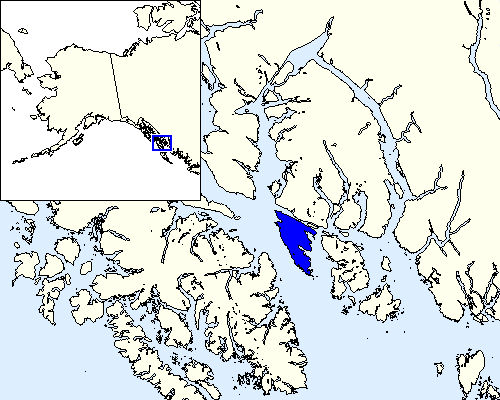
Localisation